# Hematoma epidural
Un hematoma epidural es una acumulación de sangre que ocurre entre la duramadre (que es la capa que rodea al sistema nervioso central por fuera y al cráneo por dentro) y la superficie interna del cráneo. Debido a que la duramadre también recubre a la médula espinal, un sangrado epidural puede también presentarse en la columna. En la mayoría de los casos se deben a traumas físicos y produce un aumento en la presión intracraneal e incluso puede verse reflejado en desviación de la línea media de las estructuras cerebrales, y puede llegar a ser mortal, por lo tanto, un hematoma epidural es una emergencia médica. En la imagen por tomografía suele observarse una imagen biconvexa, a diferencia del hematoma subdural que muestra una imagen cóncava en su cara interna.

## Etiología
Aproximadamente entre 15 y 20% de los pacientes con hematomas epidurales mueren como consecuencia del trauma. En la mayoría de los casos, la hemorragia proviene de una ruptura de la arteria meníngea media que discurre por fuera de la duramadre. Tiende a tener una elevada asociación con fracturas del hueso temporal. 
Cuando la sangre se acumula con rapidez se produce compresión cerebral y herniación transtentorial. En otros casos la sangre se acumula en cuestión de horas produciendo somnolencia, coma y muerte.